# Lux Æterna
Lux Æterna (стилизован као LVX ÆTERNA) је француски експериментални уметнички филм из 2019. који је написао и режирао Гаспар Ное. Приказан је ван конкуренције на Филмском фестивалу у Кану 2019. У филму се у великој мери користе епилептичне слике како би се публика осећала непријатно, као и подељени екран и филм у стилу 1920-их који укључује вештичарење и мучење.
То је метафиктивна психолошка драма усредсређена на глумице Шарлот Гензбур и Беатрис Дал које играју као измишљене верзије њих самих које снимају филм о вештицама, али због пропадања технике на снимању филма и психотичних напада, филм постепено урања у хаос.

## Објављивање
Филм је премијерно приказан на филмском фестивалу у Кану, 18. маја 2019. године. Требало је и да буде приказан на Трајбека фестивалу, али је због пандемије вирусом ковид 19 отказан. Пуштен је у Француској 23. септембра 2020. године.

## Издање
Филм је имао светску премијеру на Филмском фестивалу у Кану 18. маја 2019. године. Требало је да буде приказан на Трајбека филмском фестивалу у априлу 2020.; међутим, фестивал је отказан због пандемије ковид-19. У Француској је објављен 23. септембра 2020. од стране UFO Distribution and Potemkine Films.
Yellow Veil Pictures дистрибуира своја права у САД за објављивање филма у Сједињеним Државама и Канади у мају 2022. године.

## Пријем
Веб локација за прикупљање рецензија Rotten Tomatoes израчунао је оцену одобравања од 63% на основу 56 рецензија, са просечном оценом 5,9/10. Консензус веб-сајта гласи: „Елегантан, али површан, Lux Æterna представља фрустрирајућу регресију за писца-редитеља Гаспара Ноеа.“